# شرف رشیدف
شرف رشیدوویچ رشیدف (ازبکی: Sharaf Rashidovich Rashidov / Шароф Рашидович Рашидов ; به روسی: Шараф Рашидович Рашидов ) (زاده ۲۴ اکتبر ۱۹۱۷ – درگذشته ۳۱ اکتبر ۱۹۸۳) رهبر حزب کمونیست در جمهوری سوسیالیستی ازبکستان شوروی و عضو پلیتبوروی کمیته مرکزی حزب کمونیست اتحاد شوروی بین سال‌های ۱۹۶۱ و ۱۹۸۳ بود.
شرف رشیدف در سال ۱۹۱۷ و در یک خانواده فقیر در شهر جیزک زاده شد، و به عنوان، معلم، روزنامه‌نگار و نویسنده در سمرقند فعالیت کرد، که به رئیس اتحادیه نویسندگان ازبکستان در سال ۱۹۴۹ برگزیده‌شد. سپس از سال ۱۹۵۰ وارد سیاست شد و از سال ۱۹۵۹ به صورت رسمی دبیر و بعدتر رهبر حزب کمونیست در جمهوری سوسیالیستی ازبکستان شوروی شد.